# Oskar Mulack
Oskar Mulack, auch Oscar, (* 16. Februar 1859 in Berlin; † 27. Mai 1925) war ein deutscher Politiker (DVP).

## Leben
Nach dem Besuch der Realschule in Berlin absolvierte Mulack eine Klempnerlehre, die er mit der Gesellenprüfung abschloss. Er besuchte die Fachschule in Aue, bestand die Meisterprüfung und arbeitete später als Klempnermeister in Berlin, wo er als Obermeister der Klempnerinnung angehörte. Daneben wirkte er als vereidigter gerichtlicher Sachverständiger an den Landgerichten I, II, III, am Kammergericht und bei der Handwerkskammer.
Mulack trat nach der Novemberrevolution in die Deutsche Volkspartei (DVP) ein. Im Februar 1921 wurde er als Abgeordneter in den Preußischen Landtag gewählt, dem er bis 1924 angehörte.